# Латгальці
Латгальці (літературною латг. latgalīši; латис. latgalieši) — корінне населення східної частини Латвії (Латгалії). Терміни «латгальці» і «Латгалія» були введені в латиську мову тільки на початку 20-го століття (запропонував Ф. Кемп в 1900 р.) і від латиської перейшли в інші мови. До цього латгальці іменувалися невизначено «литовське плем'я» (енциклопедія Брокгауза-Ефрона тощо), а їх земля — "Інфлянти Польські".
Іноді розглядаються як окремий народ, проте етнічна самоідентифікація виражена слабко, більшість латгальців вважає себе латишами. Розмовляють латгальською мовою і латиською літературною мовою, є також русифіковані латгальці.

## Етногенез та історія
Латгальці є нащадками східної частини латгалів, етнос яких був розділений Альтмаркським перемир'ям 1629 року. З цього моменту і аж до утворення Латвійської Республіки в 1918 році латгальці (тобто східні латгали) були адміністративно відокремлені як від західних латгалів, так і від інших племен (куршів, земгалів, селонів), що утворили латиський народ.

### У складі Польщі
Латгалія до 1772 року належала безпосередньо Польщі, в той час як інші частини сучасної Латвії являли собою або провінцію Швеції (Ліфляндія), або Герцогство Курляндії і Семигалії, яке лише вважалося васалом Польщі. Розрив між латгальцями і рештою латишів посилювався релігією: латгальці були католиками, тоді як інші латиші — протестантами. Хоча Ліфляндія і Курляндія входили до складу різних держав, але їх об'єднувала спільна релігія і та обставина, що в обох провінціях керувало німецьке дворянство. Під покровительством цього дворянства і в інтересах цієї релігії в обох провінціях лютеранськими священиками була введена єдина літературна латиська мова. Католицької Латгалії ж цей процес не торкнувся. Німецьке дворянство лівонських часів у Латгалії зникло (змінилося на польське, а нечисленні роди, що залишились — були полонізовані), тому дворянство Латгалії не брало участі у спільних справах (німецького) дворянства Ліфляндії і Курляндії.

### Російський імперський період

Латгальці на етнічній карті середньовічної Прибалтики

Попри те, що протягом XVIII століття всі частини нинішньої Латвії ввійшли до складу Російської імперії, але потрапили вони туди трьома різними шляхами, і в імперії теж були видимо розділені. Ліфляндія і Курляндія утворили самостійні губернії і (разом з Естляндією) належали до трьох Балтійських (т. зв. «німецьких») губерній, у той час як Латгалія (після нетривалих вагань з іншими адміністративними одиницями) з 1802 року увійшла до складу Вітебської губернії разом з розлогими землями нинішньої Білорусі. Політика царського уряду цілковито розрізнялася в Балтійських і у Вітебській губернії.
Так кріпосне право було скасовано в Курляндії в 1817 році, в Ліфляндії в 1819 році, а у Вітебській губернії тільки в 1861 році — одночасно з основною масою Російських губерній. Це ще більше збільшило прірву між латгальцями і рештою латишів. У той час, коли латгальці тільки перестали бути кріпаками, в решті Латвії встигла вже розвинутися бурхлива культурна і підприємницька діяльність. До кінця 19-го століття більшість латгальців були безграмотні, а в решті Латвії безграмотність вже майже зникла.
Крім того, царський уряд після двох польських повстань проводив інтенсивну політику для ослаблення польського впливу в губерніях, що раніше входили до складу Польщі, у тому числі у Вітебській губернії і, значить, в Латгалії. У рамках такої політики в цих губерніях заборонялося використовувати латинський шрифт (і тим самим була заборонена писемність на латгальській мові; заборона діяла 40 років: 1864—1904), дозволялись тільки російські школи, всіма силами заохочувався перехід населення у православ'я і проводилася організована колонізація країни православними, переважно — росіянами (наприклад, в Латгалії видавалася земля, солдатам, які відслужили 25 років). Всі ці заходи ще більше сприяли занепаду латгальців в порівнянні з протестантськими латишами, а також істотного змосковщення латгальців і Латгалії.
На зміну 19-го та 20-го століть розрив між латгальцями і протестантськими («балтійськими» — за назвою Балтійських губерній) латишами був настільки глибокий, що було мало підстав вважати їх двома частинами одного народу. Офіційна статистика Російської імперії і не вважала так. Корінне населення Ліфляндської і Курляндської губерній в переписах іменувалося латишами, а корінне населення «Польських Інфлянтів», тобто латгальці, іменувалися «литовським племенем» і, таким чином, з точки зору офіційної Росії належали швидше до литовців, ніж до латишів.
Можливо, що Латгалія сьогодні і не належала б Латвії (і, відповідно, загальноприйнятим вважалося б, що латгальці — незалежний, хоч і споріднений латишам та литовцям, народ, а їхня мова — не діалект латиської, а самостійна, споріднена мова), якби не два процеси, що відбулися на самому початку 20-го століття.
Перший процес — це революція 1905 року. У Балтійських (двох латиських) губерніях вона була особливо активною, і її поразка викинуло величезну масу латишів за межі цих губерній — в західну еміграцію, в Сибір, на Кавказ, в російські міста … Але багато хто лише перебігли кордон губерній і осіли в сусідній, Вітебській губернії — в Латгалії. Причому це були переважно люди, суспільно активні — вчителі, діячі культури тощо Їх поява в Латгалії і їхня суспільна діяльність, з одного боку, налаштувало самих латгальців на союз з Балтійськими губерніями і, з іншого боку, їх особиста участь у з'їздах 1917 і 1918 років (тепер уже як представників Латгалії) мала визначальну роль у рішеннях цих з'їздів про приєднання до Латвії.
Другий процес — це вже згадана політика царського уряду щодо колонізації колишніх польських губерній православними поселенцями. Цим скористалися і латиші. Багато хто, відкинувши лютеранство, переходили у православ'я з однією метою: отримати від царського уряду землю на пільгових умовах — переважно в Латгалії. Так в Латгалії на противагу корінним латгальцям, з'явилася значна діаспора колишніх протестантських, а нині православних латишів, які говорили на літературній латиській мові. Ці колоністи теж були зацікавлені визнати Латгалію частиною Латвії, а латгальців — частиною латиського народу.
У результаті до 1917 року ця точка зору вже домінувала як в латиських Балтійських губерніях, так і в самій Латгалії — і відбилася в рішеннях делегатів на різних з'їздах того часу. Цю точку зору поділяли діячі різних політичних угруповань: у них не було розбіжностей щодо спільних кордонів Латвії, і вони розходилися лише в тому, який суспільний устрій має бути встановлено в цих кордонах. (Самі латгальці як відносно неписьменна в той час і відстала частина населення в усіх цих процесах брала мінімальну участь).

### У складі двох Латвій

Варіант прапора латгальців

Опинившись у складі Латвійської Республіки, латгальці були відносно опозиційні до неї в порівнянні з «балтійськими» латишами. Але 20-річне (1920—1940) перебування в складі латвійської національної держави, звичайно, зближувало їх з протестантськими латишами і зміцнило в них самосвідомість себе як частини латиського народу, хоча і частини яка дискримінувалася з боку «справжніх» латишів. Серед латишів зміцнилося презирливе прізвисько латгальців: «чангалі» (čangaļi — що означає покидьки при очищенні зерна), а серед латгальців у відповідь прізвисько для латишів: «чіулі» (čiuļi — що на латгальському діалекті означає сніп порожньої соломи). Ці прізвиська в Латвії відомі кожному.

Другий варіант національного прапора латгальців

Все ж ризький уряд ставився до знов приєднаної Латгалії як до рівноправного члена Республіки. 11 серпня 1921 були видані Правила кабінету міністрів, які зобов'язували всі державні установи (по всій Латвії, не тільки в Латгалії) приймати від установ та приватних осіб документи на латгальській мові, а в Латгалії установам дозволялося вести діловодство — а в школах навчання — на Латгальській мові. Тим самим у Латвії фактично були введені дві державні мови.
Незважаючи на такий дозвіл, фактичне поширення латгальської мови в офіційній сфері та у сфері освіти було невеликим навіть в Латгалії. До того часу в Латгалії проживало вже багато «балтійських» латишів, і склад учнів у школах, як правило, був змішаним, що ускладнювало ведення навчання тільки на латгальській мові. Крім того, початкове навчання на латгальській мові ускладнювало подальше отримання вищої освіти і обмежувало можливості кар'єри по всій Латвії, тому багато латгальців воліли навчання на літературній мові.
В 1921 році Установчі збори (перший парламент Латвійської республіки) на 27% складались з латгальців. До перевороту Карліса Ульманіса в Ризі був пост міністра по справам  Латгалії.
Коли 15 травня 1934 Карліс Улманіс здійснив державний заколот і встановив авторитарний режим, він скасував правила 1921 року, і в Латвії залишилася тільки одна державна мова — літературна латиська. Латгальська преса все ж збереглася, хоч і зменшилася.
За радянських часів також не існувало шкіл з латгальською мовою навчання, і латгальці змушені були обирати або літературно-латиські школи, або російські, і, на відміну від довоєнного часу, чимало обирало російські, таким чином остаточно русифікувалися. Латгальська преса не видавалася.

### Сучасність
Після відновлення незалежності Латвії в 1991 році латгальська діяльність значно активізувалася, латгальську мову відразу стало видно в Латвії: з'явилося безліч видань, а потім інтернет сайтів на латгальській мові; чимало латгальців сьогодні демонстративно підкреслюють свою латгальську приналежність і розмовляють на своєму діалекті навіть при спілкуванні з латишами (хоча і володіють, звичайно, літературною мовою). Іноді обговорюється можливість відновлення правил 1921 року. Також на питанні про «права латгальців» йде спекуляція місцевими росіянами, російськомовними «інтерфронтівського»
 спрямування, і переслідують вони при цьому зовсім інші цілі, а не захист латгальців.

## Чисельність
Точну кількість латгальців визначити важко, так як кордони між ними і «балтійськими латишами» розпливчасті. Безліч латгальців, які переселилися в інші частини Латвії, вже не знають діалекту предків. Офіційної статистики немає, оскільки в списках переписів і анкетах, де вказується національність, не робиться різниці між латгальцями та іншими латишами. У довоєнний час число латгальців може бути оцінено в 300.000 (близько 1 / 5 латиського народу), а в 1990-ті роки в 200.000 (близько 1 / 7 латиського народу); з останніх близько 150.000 вважають латгальський діалект своєю рідною мовою.

## Відомі латгальці
- Нікодемс Ранцанс —  католицький священик, діяч Латгальського руху пробудження, письменник
- Франциск Кемпс — письменник, політичний і культурний діяч
- Франциск Трасунс — культурний і духовний діяч, державний діяч і письменник
- Владислав Рубуліс — латвійський політик, фармацевт і громадський діяч
- Яніс Клідзейс — письменник та поет
- Франциск Варславанс — художник, засновник Резекненської групи художників
- Анна Діманте — публіцистка та письменниця в еміграції